# ジャン・ランヌ
ジャン・ランヌ（Jean Lannes, 1769年4月10日（4月11日） - 1809年5月31日）は、ナポレオン戦争期に活躍したフランスの軍人・元帥。
「イタリア方面軍のローラン（Le Roland de l'armée d'Italie ）」または「大陸軍のローラン（Le Roland de la Grande Armée）」、「フランスのアイアース」「大陸軍のアキレス」と呼ばれた伝説的な勇者として知られる。モンテベッロ公爵、シェヴィエシュ公爵。

## 生涯

### 生い立ち

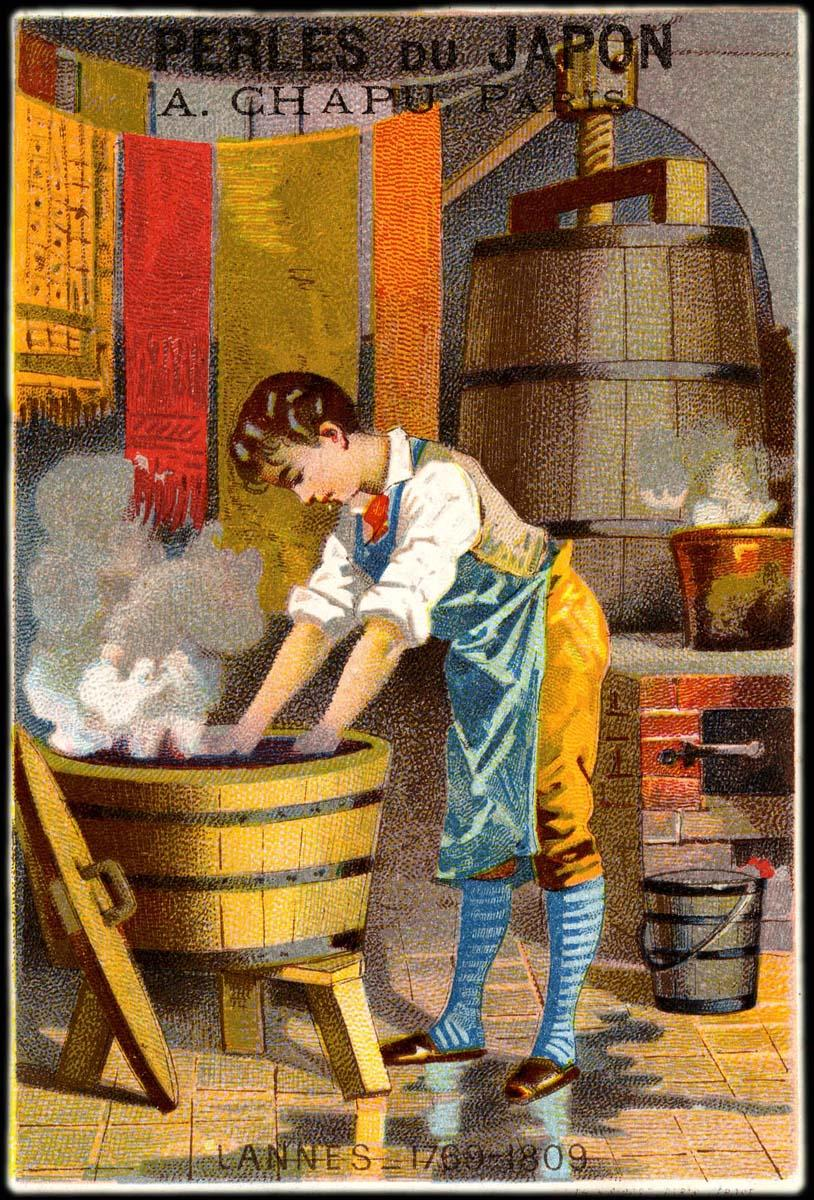
少年時代のランヌ（Henry Sicard 画、1884年〜90年頃）

小作農民兼厩務員の子として生まれた。貧しい少年時代を過ごしたが、その頃から度胸と面倒見の良さで郷里では知られた存在だった。父の薦めで染物師となるべく丁稚奉公に出たが馴染めず、フランス革命が始まるとすぐに職を投げ出して国民衛兵隊に志願する。当時士官は兵士の互選で選出していたが、ランヌは最初から歩兵少尉に選出された。ここから彼の軍歴が始まる。その後しばらくピレネー方面軍で勤務するが、その人間離れした勇気と負傷や死すら恐れない精神力ですぐに有名になった。

### 「友」との出会い
わずか3年で大隊長にまで昇進したランヌだったが、1795年に上官との諍いから陥れられて強制的に除隊させられる。しかし軍隊こそ自分の生きる道だと信じていた彼は、すぐに一兵卒としてイタリア方面軍に潜り込む。ランヌはここでもその際だった勇気で知られるようになり、すぐに軍曹に昇進した。翌年、イタリア方面軍司令官として着任したナポレオンは、元少佐の軍曹の存在を知ると興味を持って会い、その勇気と率直な性格を評価して少佐に復帰させる。このイタリア戦線でランヌは数々の武勲を挙げ、特にアルコレの戦いでは常に軍の先頭に立ち、三日間で三度の重傷を負いながら戦い続けるという働きを見せた。その勇気に感動したナポレオンは、アルコレで敵から奪った軍旗にメッセージを添えてランヌに贈っている。以後ナポレオンはランヌを部下としてより友人として遇するようになり、その関係はナポレオンが皇帝になっても変わらず、ランヌが死ぬまで続いた。

### エジプト遠征
ランヌは続くエジプト遠征にも従軍し、師団長でありながら兵士の先頭に立ち活躍する。何度も負傷したが屈する事無く戦い続け、その名声はいよいよ高まった。ナポレオンの親友だったドゼー将軍はランヌを「勇者の中の勇者とはまさに彼の事であろう」と激賞している。1800年に中将に昇進すると、単なる前線指揮官としてだけでなく将軍としての適性も見せ、マレンゴの戦いでは劣勢の前衛部隊を指揮してオーストリアの大軍を半日支え続けるなどの活躍を見せる。私生活では最初の妻が密通して子まで儲けたため離別し、ナポレオンの妹カロリーヌに求婚しようとしたがミュラに先を越されるなど、不運が続いた。しかし結果として、ナポレオンの仲介で宮廷一の美女と呼ばれるほどの美しく聡明な夫人と再婚することとなる。ミュラが癇癖の強いカロリーヌに振り回された事を考えれば、これはむしろ幸運なことであった。
1804年、ナポレオンが皇帝に即位すると元帥に昇進する。

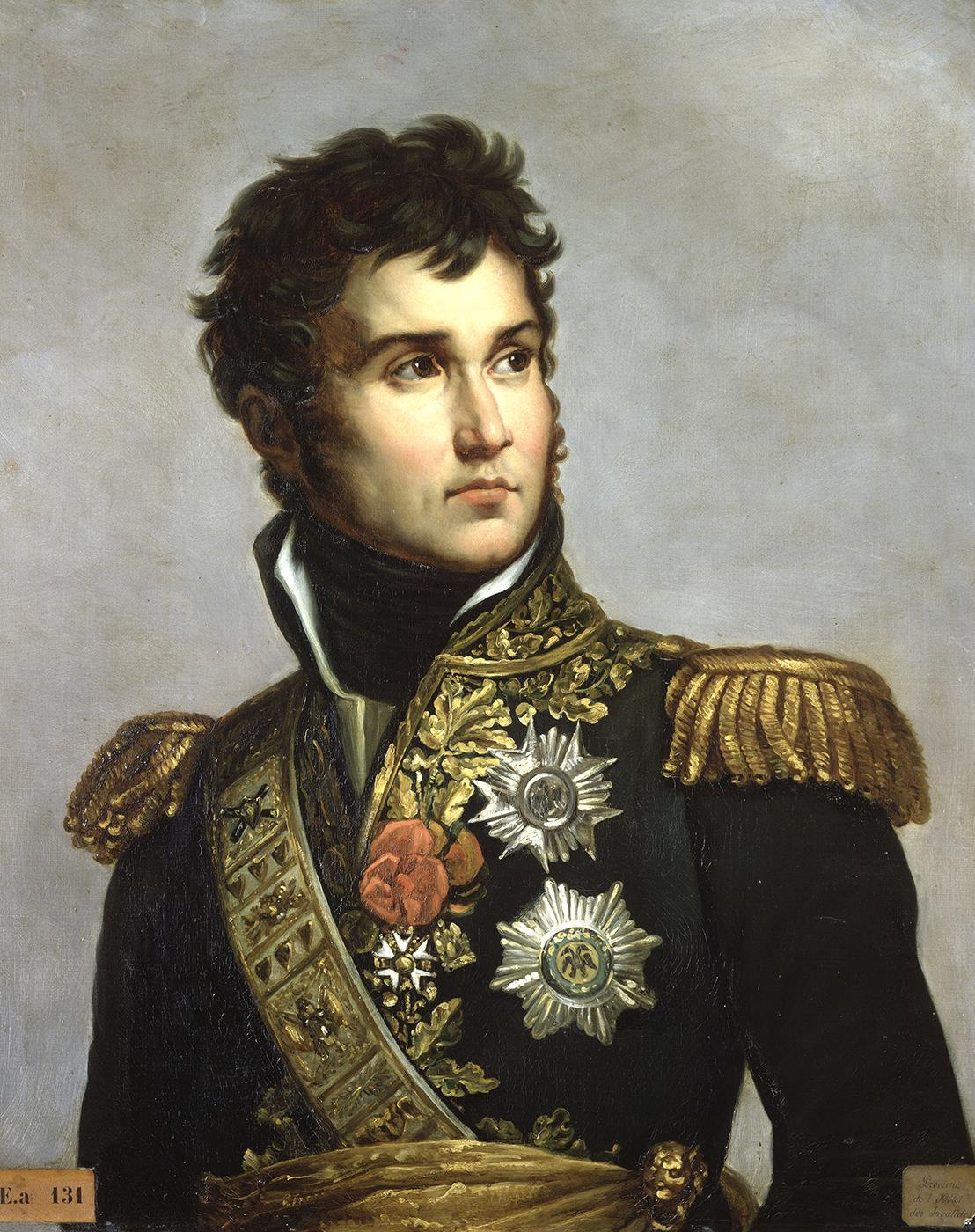
ランヌ元帥（Julie Volpelière画、1834年）

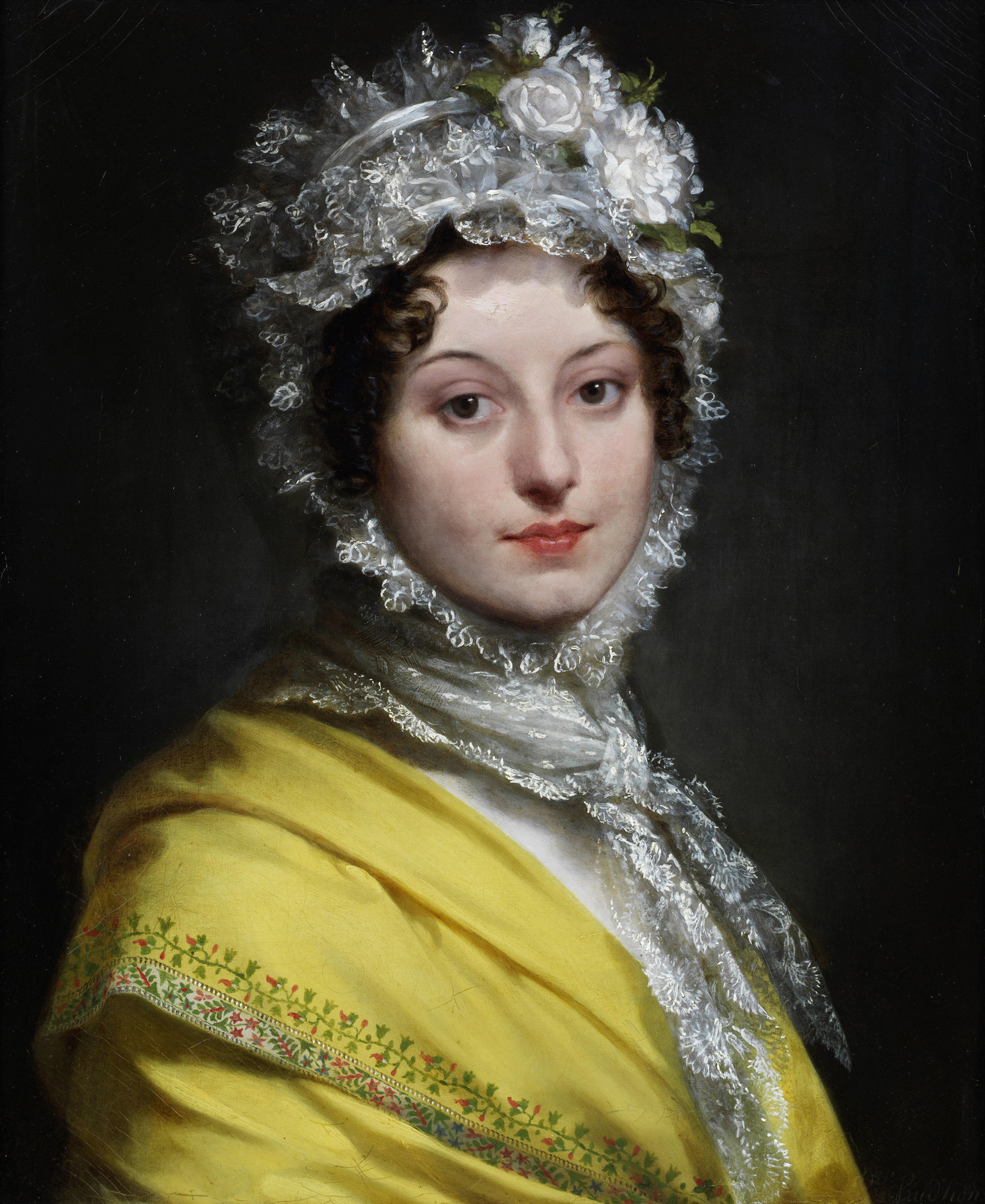
ランヌ夫人（ピエール＝ポール・プリュードン画、19世紀）

### 軍隊のローラン
ナポレオンの即位後も主要な戦役には全て参加し、彼の第5軍団は大陸軍の要として活躍する。オーストリア戦役では僚友ネイ元帥と共にミュラの指揮下に組み込まれて大いに不満を持ったが、戦場では功を競うように活躍、アウステルリッツの戦いでも左翼指揮官としてロシア軍を破る。続くプロイセン戦役でも活躍しているが、この時も不仲なミュラと共に行動した為、お互いがお互いを非難する報告書を山のように残している。総じてランヌは前衛としての敵軍の阻止や拠点攻略を任せられる事が多かったが、諸兵科を連携させて戦うことを得意とした彼はよくその任務を果たしている。

### スペイン、そして

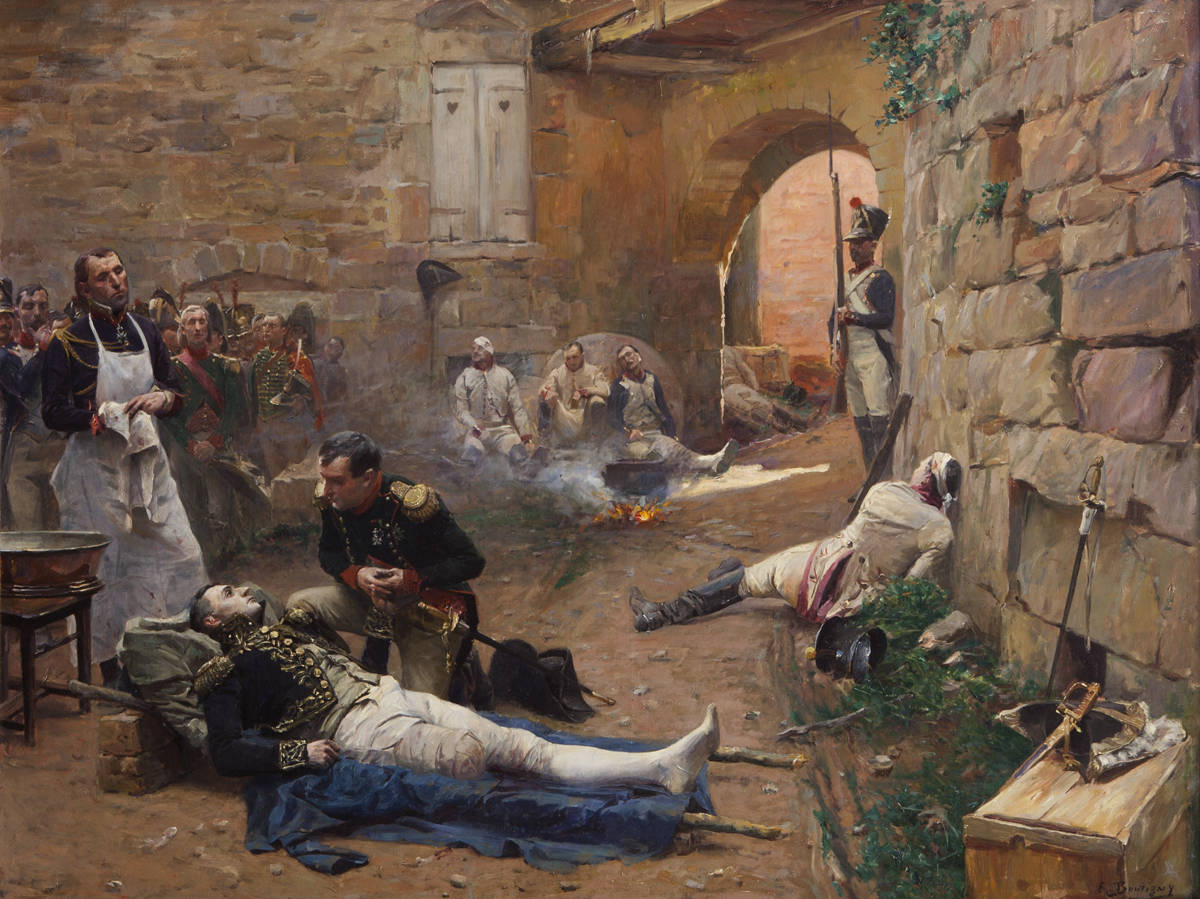
瀕死のランヌ（Paul-Émile Boutigny画、1894年）

1808年、ランヌは膠着しつつあったスペイン戦線を任される事となる。序盤で重傷を負ったものの、まずスペインの野戦軍を撃破、次いで苦心の末にサラゴサを攻略する。この戦線の悲惨さに心を痛めたランヌは次第に戦争を疎むようになったという。サラゴサ攻略後、スーシェに後を託すと、翌年にはオーストリア遠征に参加、レーゲンスブルク攻略戦ではあまりの苦戦に怯えた部下を叱咤し「私は元帥である以前に擲弾兵である」と叫ぶや自ら梯子を掴んで城壁によじ登ろうとして見せ（これはさすがに部下達に制止された）、奮い立った将兵達と共にこの堅塁を陥落させた。その後5月22日、アスペルン・エスリンクの戦いで優勢なオーストリア軍と交戦、敵弾を物ともせず陣頭指揮を執っている最中に足に砲弾を受けて倒れる。右足切断の緊急手術を受けた後直ちに後送され、一時は小康状態になったものの傷口が化膿して容態が悪化、31日に死亡した。ナポレオンは倒れたランヌに取りすがって涙を流して嘆き悲しんだという。ランヌは戦死した最初の帝国元帥となった。

## 人物像

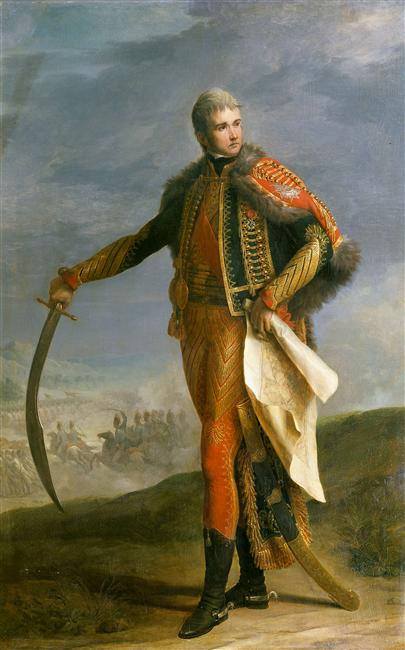
モンテベッロ公 ランヌ（1804〜09年頃、ジャン＝シャルル・ニケーズ・ペラン画）

ナポレオンの元帥達の中で最も皇帝に信頼され、個人的な友情を得ていた。皇帝即位後もランヌはナポレオンを「君」と呼び、ナポレオンもそれを喜んで認めていた。ナポレオンは後にこう回想している。「ランヌという男は、最初は精神よりもまず勇気が勝っていた。 しかし精神のほうも日々高まっていき、ついにはバランスが取れるようになった。私はちっぽけな人物だった彼を登用したが、失った時には偉大な人物となっていた」。また、ランヌが致命傷を負った際、皇帝はランヌの血で自分の軍服を朱に染めつつその身体を抱きしめ、「生きてくれ、頼むから生きてくれ」と何度も繰り返したという。ナポレオンからこれほどの友誼を得ていた人物は、おそらく他にいなかったであろう。
指揮官としては人間離れした勇気と負傷をものともしない不屈の闘志が身上だったが、単なる猛将ではなく、ナポレオンが述懐したように経験を積むごとに戦術に熟達していった。前衛を率いての攻勢を得意とするだけでなく、多数の敵を引き受けての粘り強い防御も巧みにこなし、特に歩兵・騎兵・砲兵を連携させた指揮振りは他の追随を許さないものがあった。ナポレオンの指示を独自に解釈して行動することができる数少ない元帥の一人でもあった。
際だった美男子ではなかったが身なりには気を使っており、「指揮官は、兵士の目には結婚式の夜の花婿のように映らねばならない」をモットーとして戦場でも華麗な軍装を身に纏って将兵を鼓舞した。短気で激情家ではあったが、常に先陣を切って戦場を駆ける彼の姿は一種信仰的な支持を集めており、将兵には絶大な人気があった。非常に誇り高く名誉を重んじる人となりだったことから、同僚の中では特にミュラとその親友ベシェールと仲が悪く、スールトやベルナドットとも険悪だった。親しい友人はナポレオンの他にはドゼー、ネイ、スーシェなどだったという。
彼が死んだ時、ナポレオンは次のように嘆いたという。「フランスにとっても、私にとっても、これほどの損失があるだろうか！」

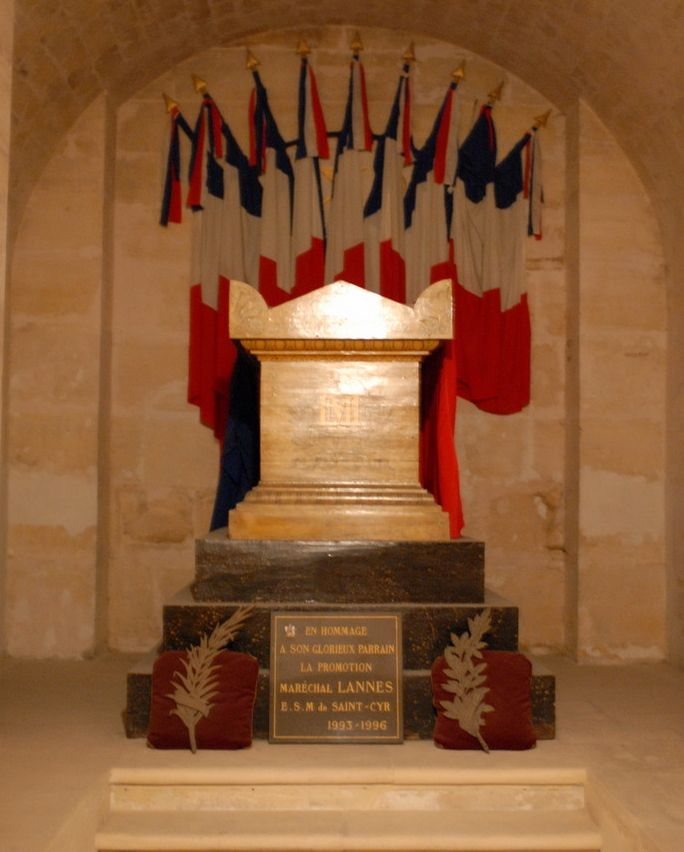
パンテオンにあるランヌの墓碑